# EZY (Songwriter)

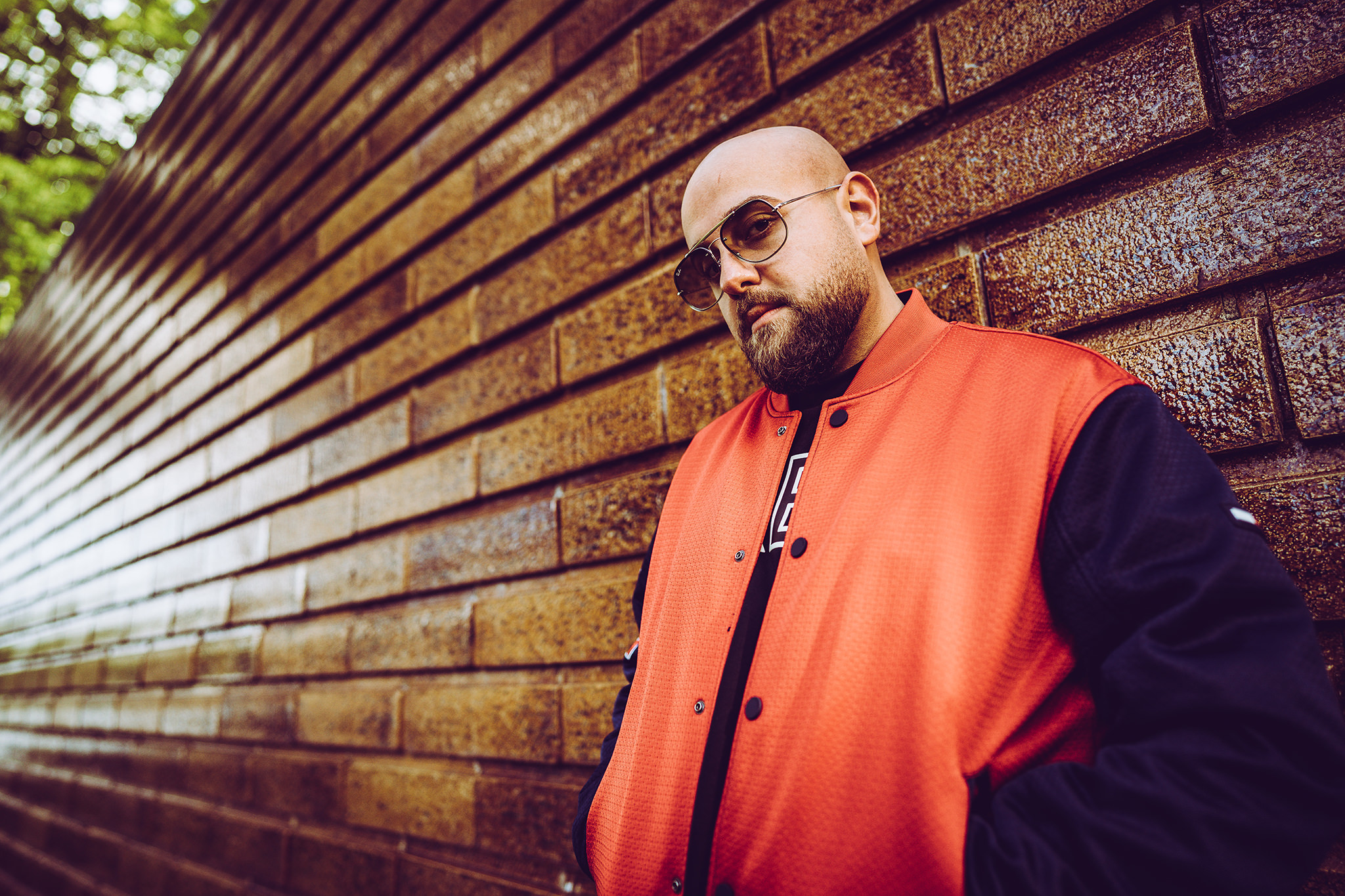
EZY (2020)

EZY (* 14. Juli 1992 in Tunceli, Türkei als Can Ayaz), ehemals Aslan, ist ein Schweizer Musikmanager, Songwriter und ehemaliger Rapper aus Basel.

## Werdegang

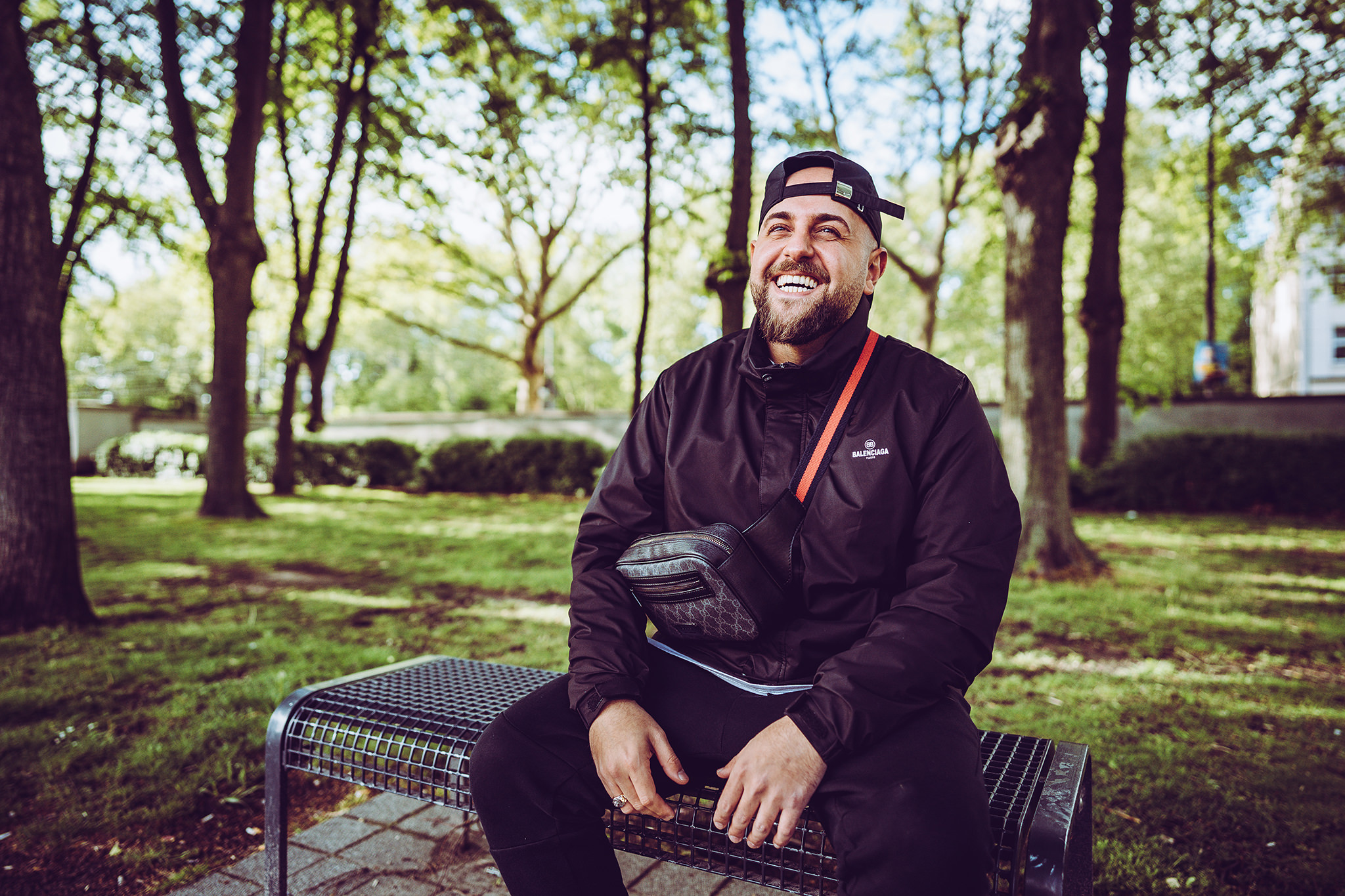
EZY (2020)

EZY wurde 1992 unter dem bürgerlichen Namen Can Ayaz in der türkischen Provinz Tunceli geboren. Über den Battle-Rap fand er den Zugang zu Hip-Hop. Fick immer noch deine Story von Eko Fresh gehörte dabei zu den ersten Alben, die ihn prägten. Darüber hinaus beeinflussten ihn US-amerikanische Künstler wie Tupac Shakur, The Notorious B.I.G. oder LL Cool J. Ab 2006 begann er selbst, Songs aufzunehmen. Nachdem er zunächst in der lokalen Szene von Basel aktiv gewesen war, generierte er 2011 durch das Lied Connected mit dem Essener Rapper KC Rebell erste Aufmerksamkeit in Deutschland.

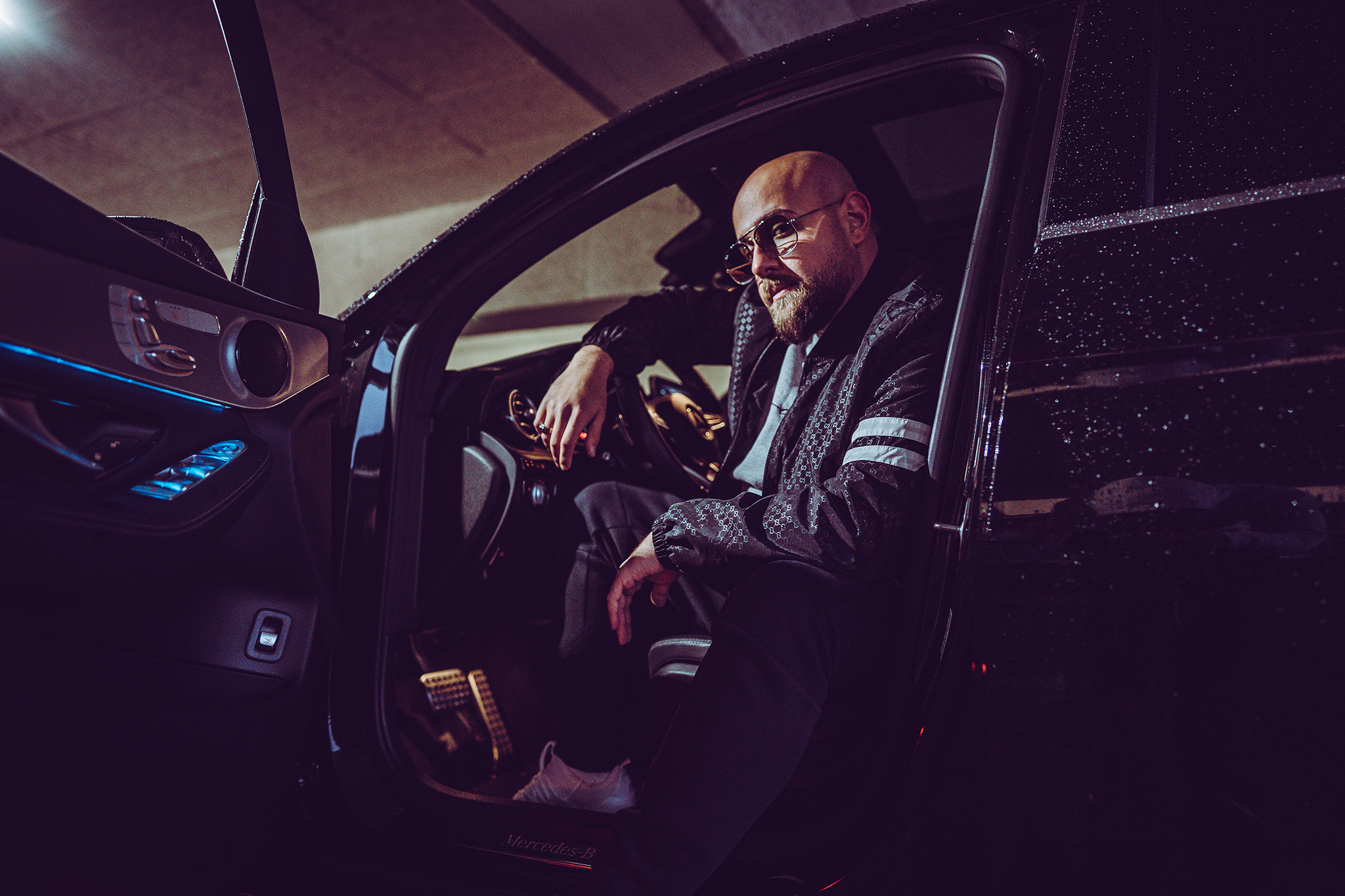
EZY (2020)

Im Oktober 2014 erschien Aslan Debütalbum Narben der Zeit. Als Gastrapper konnte er unter anderem Ercandize, PA Sports und Moe Phoenix gewinnen. Im Folgenden trat er als Support von prominenten Rappern wie Kollegah, Fard, PA Sports oder KC Rebell auf. Anfang 2015 unterschrieb er sowohl einen Bandübernahmevertrag beim Independent-Label Villa Records. Villa Records veröffentlichte im August 2016 das Album Eazy. Bizzy Montana, Max Urban und Yüksel Kaya sind darauf mit Gastbeiträgen vertreten. Mit Platz 62 stieg erstmals eine Veröffentlichung des Musikers in den Schweizer Album-Charts ein. Es folgten Auftritte im Vorprogramm von Eko Fresh, Sido, SSIO oder Manuellsen.
Anfang 2017 erhielt er einen Vertrag bei der Musikvertriebsplattform iGroove. Ein Jahr später änderte er seinen Künstlernamen in EZY und begann als Songwriter für andere deutschsprachige Rapper zu arbeiten. Als Solokünstler veröffentlichte er 2018 zudem das Album Hype, das komplett von Chekaa produziert worden war. Als Gäste treten die Rapper Manuellsen, PA Sports, Moe Phoenix, Juliano und Mziah auf. Hype stieg auf Rang 23 der Schweizer Charts ein. Im Mai trat er im Rahmen des Hook Up Festivals auf. Kurz darauf gehörte er zum Line-up des Out4Fame-Festivals auf der Schwarzen Heide in Hünxe. 2019 trat EZY auf der EP JVA Volume 1 auf, die dem Album Jackpott von Sinan-G beilag. Auch auf dem Mixtape Calofornia des Rappers Calo war er als Gast vertreten.
Seit 2020 kooperiert er mit den Labels Life is Pain um den Rapper PA Sports sowie Capos Money Kartell.

## Diskografie

### Alben
| Jahr | Titel Musiklabel              | Höchstplatzierung, Gesamtwochen, AuszeichnungChartsChartplatzierungen (Jahr, Titel, Musiklabel, Platzierungen, Wochen, Auszeichnungen, Anmerkungen, Frontcover) | Anmerkungen                           | Frontcover |
| Jahr | Titel Musiklabel              | CH | Anmerkungen                           | Frontcover |
| ---- | ----------------------------- | --- | ------------------------------------- | ---------- |
| 2014 | Narben der Zeit Dramatic Soul | — | Erstveröffentlichung: 2014            |            |
| 2016 | Eazy Villa Records            | CH62 (1 Wo.)CH | Erstveröffentlichung: 26. August 2016 |            |
| 2018 | Hype iGroove                  | CH23 (1 Wo.)CH | Erstveröffentlichung: 26. Januar 2018 |            |

### Singles
| Jahr | Titel Album            | Anmerkungen                                                   | Frontcover |
| ---- | ---------------------- | ------------------------------------------------------------- | ---------- |
| 2017 | All in Hype            | Erstveröffentlichung: 2017 Musiklabel: iGroove mit Manuellsen |            |
| 2017 | Keine Komplimente Hype | Erstveröffentlichung: 2017 Musiklabel: iGroove                |            |
| 2018 | No Mercy Hype          | Erstveröffentlichung: 2018 Musiklabel: iGroove                |            |
| 2018 | Lass mich los Hype     | Erstveröffentlichung: 2018 Musiklabel: iGroove                |            |
| 2018 | Fan von dir Hype       | Erstveröffentlichung: 2018 Musiklabel: iGroove                |            |
| 2018 | Gucci Bag Hype         | Erstveröffentlichung: 2018 Musiklabel: iGroove                |            |
| 2018 | Du weisst Hype         | Erstveröffentlichung: 2018 Musiklabel: iGroove                |            |
| 2019 | Highlife –             | Erstveröffentlichung: 2019 Musiklabel: EZY                    |            |
| 2019 | Champion –             | Erstveröffentlichung: 2019 Musiklabel: EZY                    |            |